# Верховний Імператор Китаю
Верховний Імператор Китаю (кит.: 太上皇; піньїнь: tàishàng-huáng, тайшан-хуан, «верховний господар»; кит.: 太上皇帝; піньїнь: tàishàng-huángdì, тайшан-хуанді, «верховний імператор») — титул Імператора Китаю, що зрікся трону й вийшов у відставку. Інші назви: Верховний Імператор, екс-Імператор.